# Puente Nomentano
El puente Nomentano es un puente sobre el río Aniene atravesado por la Vía Nomentana, en Roma (Italia), en el barrio Monte Sacro. Conecta las zonas de Monte Sacro y Sacco Pastore del III municipio y es uno de los pocos puentes peatonales de Roma.

## Historia
El puente fue construido en la época romana y desde entonces ha sufrido muchas alteraciones: fue destruido varias veces por causa de inundaciones y guerras y, durante la Edad Media, fue fortificado debido a su posición decisiva desde el punto de vista estratégico y militar. Durante siglos fue uno de los pocos accesos a Roma para los que venían del norte, junto con los puentes Salario y Mammolo, en Aniene, y Milvio, en Tíber. Según la tradición fue en este puente donde tuvo lugar el histórico encuentro entre el papa León III y Carlomagno, para la coronación en Roma en 800.

## Descripción
El puente es de 7,35 metros de ancho y 60 metros de largo. El plan consiste en dos torres con almenas gibelinas, bajo las cuales, a través de un arco rebajado, pasa la Vía Nomentana. Originalmente se construyó con bloques cuadrados de toba, a excepción de las arquivoltas de travertino, y tenía tres arcos: el central, más grande que los otros dos, sobrepasaba al río.

## Galería

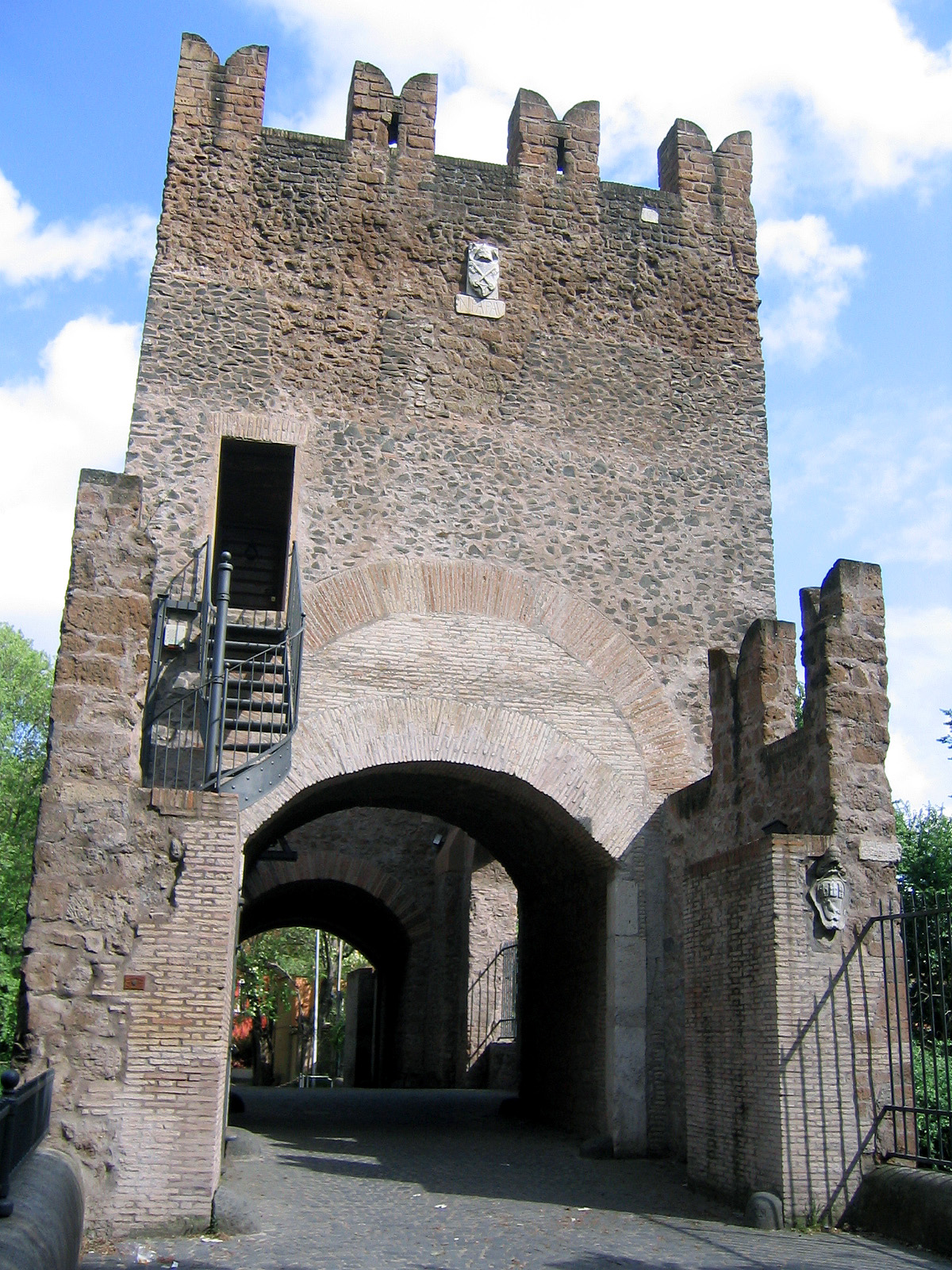
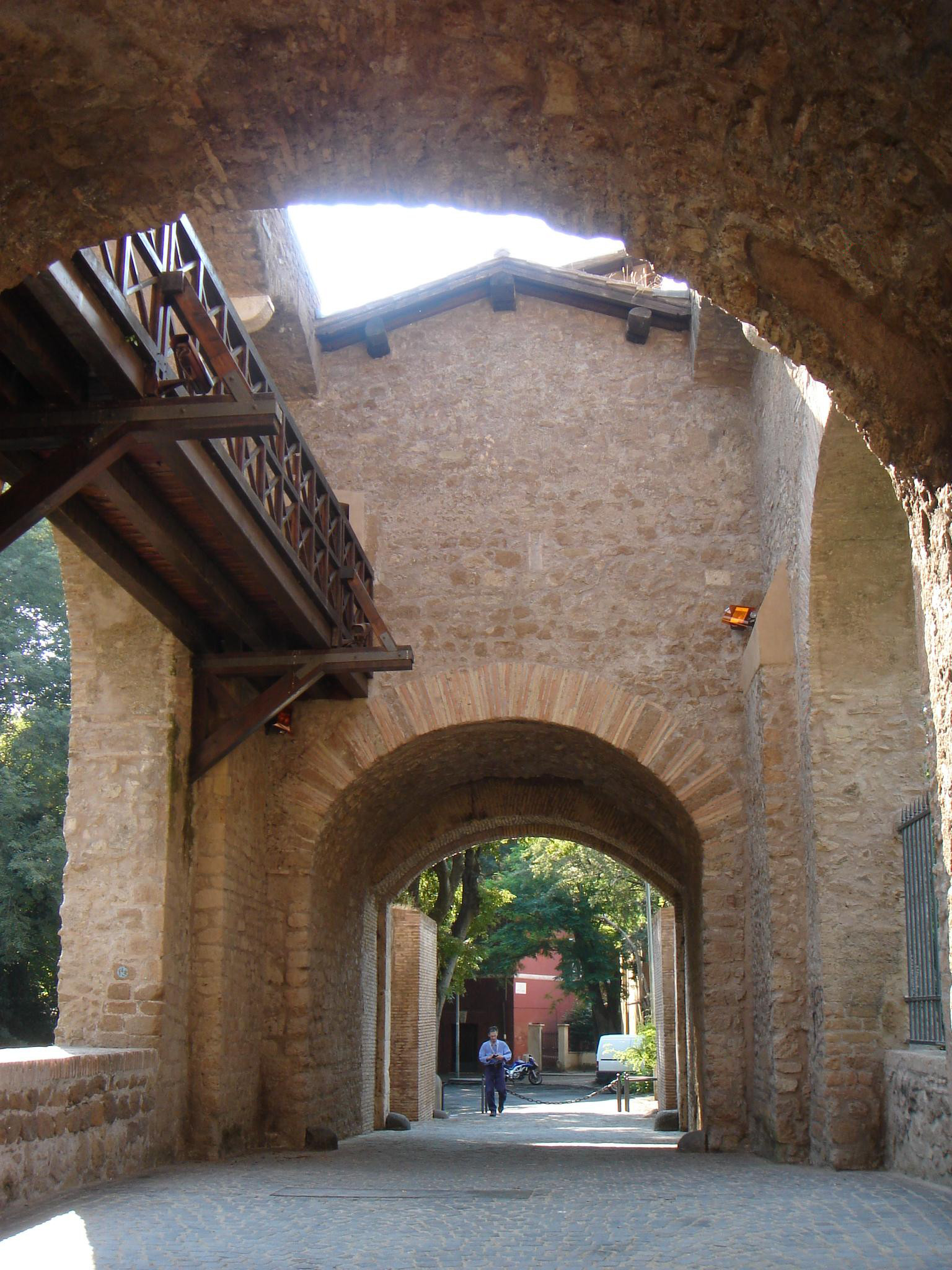
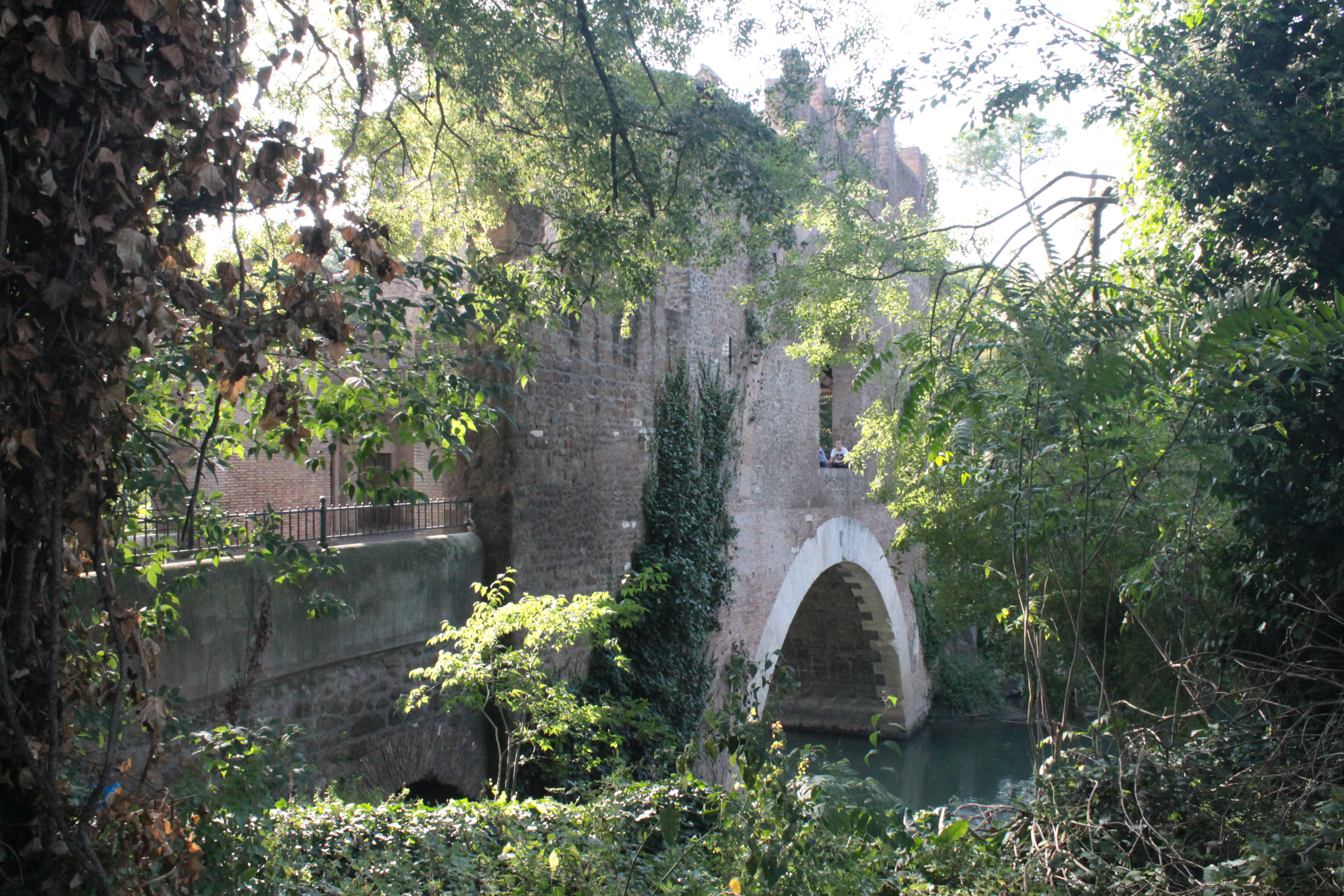
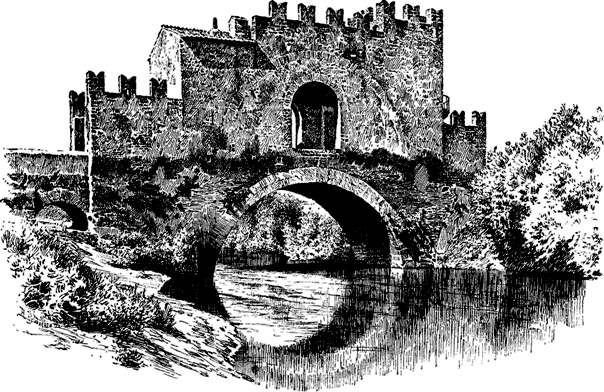